# Szkülla (Phorküsz leánya)

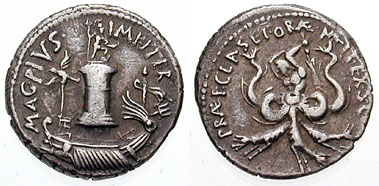
Sextus Pompeius denariusa, az egyik oldalán a messinai világítótorony látható Neptunus szobrával, a másikon pedig az Octavianus flottáját megtizedelő Szkülla (Kr. e. 38 körül)

Szkülla (görögül: Σκύλλα) vagy Scylla a görög mitológia egyik tengeri szörnye, ami egy sziklaüregben élt egy keskeny tengerszoros egyik oldalán. 
A szoros másik oldalán Kharübdisz, egy másik szörny tanyázott. Ha a hajósok el akarták kerülni az egyik szörnyet, kénytelenek voltak a másikhoz közelebb hajózni. A „Szkülla és Kharübdisz között” kifejezés is innen ered. Hagyományosan a két szörnyet a Messinai-szoros környékére helyezik Olaszország és Szicília szigete közé. Egy alternatív változat szerint a hely inkább Északnyugat-Görögországban lehetett, a Scilla-foknál.

## A mitológiában

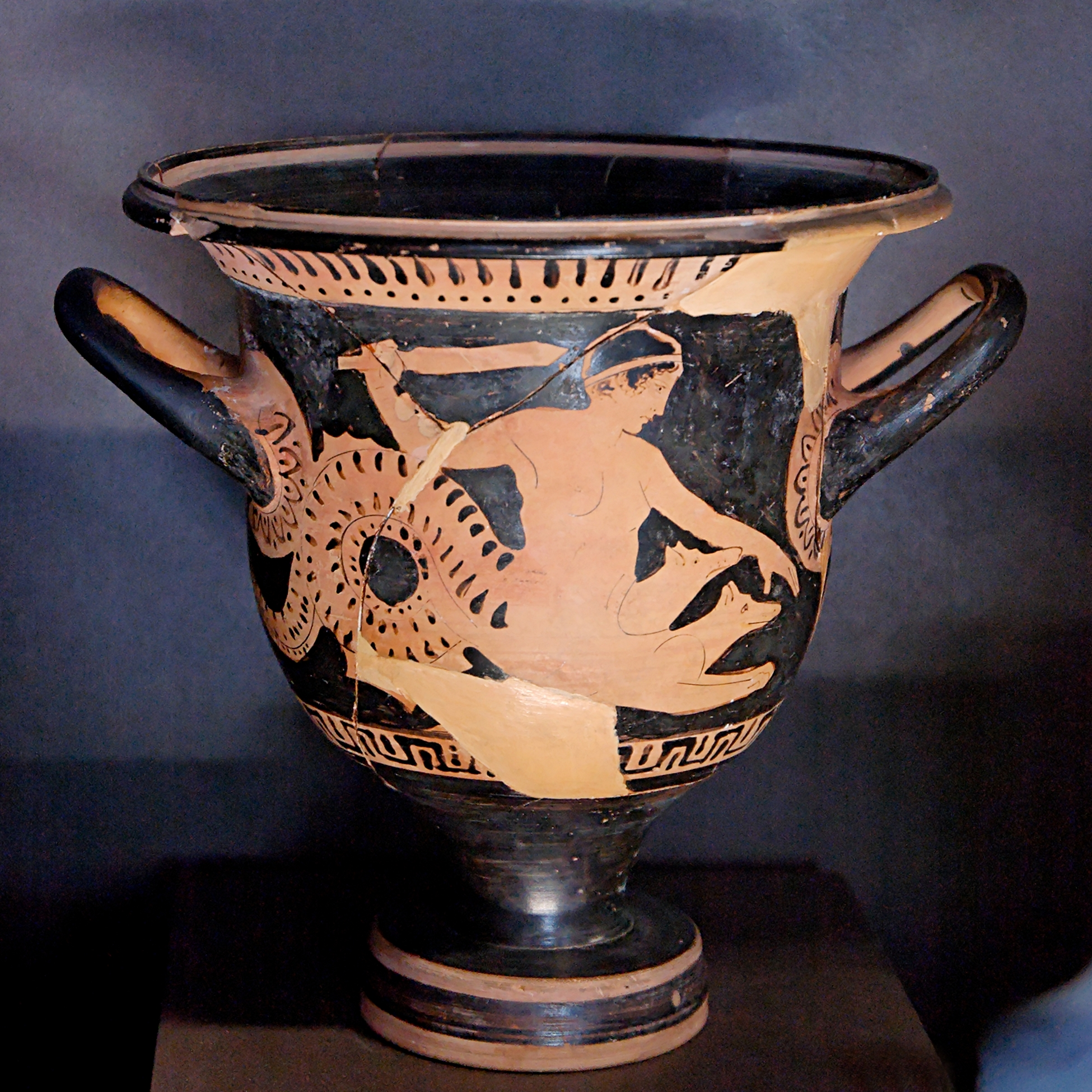
Görög váza Szkülla ábrázolása. Szkülla kutyafejei örökké éhesen várják az arra járó hajósokat

A mitológia szerint Phorküsz és Kétó lánya, de más változatok is ismertek, köztük Tüphón és Ekhidna is szóba kerül. Ovidius Átváltozások című művében Szkülla vízi nimfa, néreida, akibe Glaukosz tengeristen beleszeretett, de a nimfa menekült előle. Glaukosz Kirkéhez fordult segítségért, de az istennő maga is szerelmes volt Glaukoszba. Kirké féltékenységből megmérgezte a vizet, ahol Szkülla fürdeni szokott, és amikor a nimfa belemerült a vízbe, ágyékából kutyafejek nőttek ki.
Más változat szerint Tüphón és Ekhidna leánya, akibe Poszeidón szeretett bele és a féltékeny Amphitrité változtatta szörnyeteggé.
Homérosz Odüsszeiájában Odüsszeusz azt a tanácsot kapja Kirkétől, hogy inkább Szküllához hajózzon közelebb, mivel Kharübdisz az egész hajóját képes a mélybe rántani. Odüsszeusz megfogadta a tanácsot, a hajó megmenekült, bár Szkülla elragadta hat tengerészét, és elevenen felfalta őket.
Éles a hangja, akárcsak a mostszületett kutyakölykök

hangja, de ő maga roppant szörny; nem örülne, ki látná

őt, még isten sem, közelébe ha érne az útján.

Lába tizenkettő, levegőben leng valamennyi,

hat hosszú nyaka van, mindegyiken egy riadalmas

fej nőtt, és a fejekből három sor foga rémít,

sűrü, tömött agyarak, tele éjszinü szörnyü halállal.

Teste pedig bent áll, derekáig, az öblös üregben,

csakhogy a rémes nyílásból a fejek kihajolnak.

S ő ott, szikláját körültapogatva halászgat

delphint, tenger ebét, de nagyobb víziszörnyet is olykor,

melyből rengeteget táplál zajos Amphitríté.

És nem tud dicsekedni hajós soha, hogy tovasiklott

sértetlen mellette: de hat feje húz ki hat embert

mindig hirtelenűl a sötétkékorru hajóból.